# Revkläpparna
Revkläpparna är skär i Åland (Finland). De ligger i Skärgårdshavet och i kommunen Kökar i landskapet Åland, i den sydvästra delen av landet. Öarna ligger omkring 75 kilometer öster om Mariehamn och omkring 210 kilometer väster om Helsingfors.
Arean för den av öarna koordinaterna pekar på är 1,7 hektar och dess största längd är 210 meter i nord-sydlig riktning. Trakten är glest befolkad. Närmaste större samhälle är Kökar, 18,3 km väster om Revkläpparna.